# Mehcad Brooks
Mehcad Jason McKinley Brooks (Austin, Texas, 1980. október 25. –) amerikai színész, egykori divatmodell.
Ismertebb alakításai közé tartozik Matthew Applewhite és James Olsen a Született feleségek, illetve a Supergirl című sorozatokban.

## Fiatalkora
Billy Brooks egykori NFL-amerikaifutballista és Alberta Phillips szerkesztő fiaként született. Szülővárosában nőtt fel. 15 évesen kezdett színészkedni az iskolában, valamint a modellkedést is ekkor kezdte. Austinban a  L.C. Anderson High School-ba járt iskolába. Miután diplomázott, mehetett volna a Yale Egyetemre, ám inkább a Dél-Kaliforniai University of Southern California’s School of Cinematic Arts-ra ment egyetemre. Modellkedett többek között a Calvin Klein-nek is, ahol fehérneműket reklámozott videóklipekben és nyomtatott hirdetésekben.

## Magánélete
2010-ben járni kezdett Serinda Swannal, ám a kapcsolatnak egy évvel később vége lett.

## Filmográfia

### Film
| Év   | Magyar cím           | Eredeti cím                                    | Szerep                         | Magyar hang         |
| ---- | -------------------- | ---------------------------------------------- | ------------------------------ | ------------------- |
| 2002 | Riadó a fedélzeten   | Radimi: Who Stole the Dream                    | Radimi Wadkins                 |                     |
| 2003 |                      | A Token for Your Thoughts (rövidfilm)          | The Jock                       |                     |
| 2006 | Fekete dicsőség      | Glory Road                                     | Harry Flournoy                 |                     |
| 2007 | Elah völgyében       | In the Valley of Elah                          | Ennis Long tizedes             | Csík Csaba          |
| 2008 |                      | Fly Like Mercury                               | Hutch                          |                     |
| 2010 | Terápiás szerelem    | Just Wright                                    | Angelo Bembrey                 |                     |
| 2011 |                      | Creature                                       | Niles                          |                     |
| 2012 |                      | Magic: The Gathering - The Musical (rövidfilm) | Doug                           |                     |
| 2014 | Mi történt az éjjel? | About Last Night                               | Derek                          |                     |
| 2015 |                      | Adulterers                                     | Damien                         |                     |
| 2018 | Nővérek szabadlábon  | Nobody's Fool                                  | Charlie                        | Galambos Péter      |
| 2020 | A kegyvesztett       | A Fall from Grace                              | Shannon Delong / Maurice Mills |                     |
| 2021 | Mortal Kombat        | Mortal Kombat                                  | Jax Briggs                     | Barabás Kiss Zoltán |
| 2025 | Mortal Kombat II.    | Mortal Kombat II                               | Jax Briggs                     |                     |

### Televízió
| Év        | Magyar cím                               | Eredeti cím                       | Szerep                 | Megjegyzések                                                                              |
| --------- | ---------------------------------------- | --------------------------------- | ---------------------- | ----------------------------------------------------------------------------------------- |
| 2002      |                                          | Do Over                           | Shawn Hodges           | 1 epizód                                                                                  |
| 2002      | Már megint Malcolm                       | Malcolm in the Middle             | nagyfiú                | 1 epizód                                                                                  |
| 2003      |                                          | One on One                        | Mustafa                | 1 epizód                                                                                  |
| 2003      |                                          | Boston Public                     | Russel Clark           | 4 epizód                                                                                  |
| 2004      | Döglött akták                            | Cold Case                         | Herman Lester          | 1 epizód                                                                                  |
| 2005–2006 | Született feleségek                      | Desperate Housewives              | Matthew Applewhite     | - 26 epizód - magyar hangja: - Dolmány Attila                                             |
| 2006      | Szellemekkel suttogó                     | Ghost Whisperer                   | Justin Cotter          | 1 epizód                                                                                  |
| 2007–2008 |                                          | K-Ville                           | Vin Bear               | 2 epizód                                                                                  |
| 2008      |                                          | The Game                          | Jerome "Jerry" Wright  | 7 epizód                                                                                  |
| 2008–2010 | True Blood – Inni és élni hagyni         | True Blood                        | Eggs                   | 14 epizód                                                                                 |
| 2009      | Dollhouse – A felejtés ára               | Dollhouse                         | Sam Jennings           | 1 epizód                                                                                  |
| 2010      |                                          | The Deep End                      | Malcolm Bennett        | 6 epizód                                                                                  |
| 2010      |                                          | My Generation                     | Rolly Marks            | 5 epizód                                                                                  |
| 2011      | Esküdt ellenségek: Különleges ügyosztály | Law & Order: Special Victims Unit | Prince Miller          | 1 epizód                                                                                  |
| 2011–2013 | Doktor D                                 | Necessary Roughness               | Terrence King          | 38 epizód                                                                                 |
| 2014      |                                          | Benched                           | George Grumbeigh Jr.   | 1 epizód                                                                                  |
| 2015–2021 | Supergirl                                | Supergirl                         | James Olsen / Guardian | - főszereplő (1-5. évad) - vendégszereplő (6. évad) - magyar hangja: - Nagy Dániel Viktor |
| 2022      |                                          | Law & Order: Organized Crime      | Jalen Shaw nyomozó     | visszatérő szerep                                                                         |
| 2022      | Esküdt ellenségek: Különleges ügyosztály | Law & Order: Special Victims Unit | Jalen Shaw nyomozó     | visszatérő szerep                                                                         |
| 2022–     | Esküdt ellenségek                        | Law & Order                       | Jalen Shaw nyomozó     | főszwereplő                                                                               |

## Díjak és jelölések
| Év   | Díj                     | Kategória                                          | Jelölt mű                        | Eredmény |
| ---- | ----------------------- | -------------------------------------------------- | -------------------------------- | -------- |
| 2006 | Gold Derby Awards       | az év szereplőgárdája                              | Született feleségek              | Jelölve  |
| 2006 | NAACP Image-díj         | legjobb férfi mellékszereplő televíziós sorozatban | Született feleségek              | Jelölve  |
| 2006 | Screen Actors Guild-díj | legjobb szereplőgárda (vígjátéksorozat)            | Született feleségek              | Elnyerte |
| 2007 | Screen Actors Guild-díj | legjobb szereplőgárda (vígjátéksorozat)            | Született feleségek              | Jelölve  |
| 2009 | Satellite Award         | legjobb szereplőgárda (televízió)                  | True Blood – Inni és élni hagyni | Elnyerte |
| 2010 | Screen Actors Guild-díj | legjobb szereplőgárda (drámasorozat)               | True Blood – Inni és élni hagyni | Jelölve  |
| 2017 | Szaturnusz-díj          | legjobb férfi mellékszereplő televíziós sorozatban | Supergirl                        | Jelölve  |